# Тораколь
Тораколь (каз. Торыкөл) — озеро в Узункольском районе Костанайской области Казахстана. Находится в 13 км к северо-востоку от села Федоровка.
По данным топографической съёмки 1944 года, площадь поверхности озера составляет 3,57 км². Наибольшая длина озера — 4,3 км, наибольшая ширина — 1,8 км. Длина береговой линии составляет 10,9 км, развитие береговой линии — 1,61. Озеро расположено на высоте 156,8 м над уровнем моря.